# Adolphe Simonis Empis
Cet article concerne un auteur dramatique français. Pour les autres significations, voir Empis (homonymie).
Adolphe-Dominique-Florent-Joseph Simonis, dit Empis, né à Paris le 29 mars 1795 et mort à Paris 6e le 11 décembre 1868, est un auteur dramatique français.

## Biographie

### Son œuvre
Après des études au lycée Impérial, il devient maître clerc dans une étude de notaire. C'est à ce titre qu'il se rend un jour chez le compositeur Spontini, qui réside alors à Paris. Le musicien en manque d'inspiration consulte le maître clerc et se déclare enchanté de ses conseils. Ainsi encouragé à se lancer dans une voie nouvelle, Empis écrit en collaboration deux livrets, dont le deuxième, Vendôme en Espagne, est mis en musique en 1823 par Herold et Auber. L'année suivante, il commence à écrire pour le théâtre et entame en même temps une carrière administrative, devenant tour à tour secrétaire des bibliothèques du roi, vérificateur du service des gouvernements des maisons de la couronne et enfin chef de la première division au ministère de la maison du roi. Ses drames et des comédies lui valent d'être élu membre de l'Académie française en 1847, puis de succéder à Arsène Houssaye comme administrateur général du Théâtre-Français en 1856.
Si quelques-unes de ses pièces ont remporté un succès de vogue, notamment La Mère et la fille, jouée au théâtre de l'Odéon en 1830 avec Frédérick Lemaître dans le rôle principal, elles furent pour la plupart accueillies avec froideur par la critique et boudées par le public. Après avoir vu Un Jeune Ménage au Théâtre-Français en 1838, un critique théâtral écrivait dans L'Artiste : « Rien ne distingue ce drame nouveau des autres pièces données au théâtre par M. Empis. On y retrouve le même genre d'intrigue et les mêmes idées. En un mot, c'est un ouvrage qui, sans être absolument mauvais, ne brille ni par l'invention, ni par le caractère des personnages, ni par le style, un ouvrage médiocre et sans portée, qui n'a d'autre but que de reproduire dans toute leur réalité vulgaire quelques scènes de la vie commune. » Les pièces d'Empis n'ont connu par la suite aucun regain de popularité.

### Vie privée
Il était marié à Catherine-Edmée Davésiès de Pontès (1796-1879), artiste peintre connue sous le nom de Catherine Empis.
Ils eurent un fils, Georges, né en 1824 à Paris et mort en 1913, qui devient médecin. Son fils, Henri (1868-1928), également médecin, ouvre à Paris une maison d'édition à son nom.
Il est enterré au cimetière des Longs Réages à Meudon.

## Théâtre
- Sapho, tragédie lyrique en 3 actes, Paris, Académie royale de musique, 12 août 1818
- Vendôme en Espagne, drame lyrique en 1 acte, Paris, Académie royale de musique, décembre 1823
- Bothwell, drame historique en 5 actes et en prose, Paris, Théâtre-Français, 21 juin 1824
- L'Agiotage, ou le Métier à la mode, comédie en 5 actes et en prose, Paris, Théâtre-Français, 25 juillet 1826
- Lambert Simnel, ou le Mannequin politique, comédie en 5 actes et en prose, Paris, Théâtre-Français, 24 mars 1827
- La Mère et la fille, comédie en 5 actes et en prose, Paris, théâtre de l'Odéon, 11 octobre 1830
- La Dame et la demoiselle, comédie en 4 actes et en prose, Paris, Théâtre-Français, 14 octobre 1830
- Un Changement de ministère, comédie en 5 actes et en prose, Paris, théâtre de l'Odéon, 12 mars 1831
- Une Liaison, comédie en 5 actes et en prose, Paris, Théâtre-Français, 21 avril 1834
- Lord Novart, comédie en 5 actes et en prose, Paris, Théâtre-Français, 27 février 1836
- Julie, ou Une séparation, comédie en 5 actes et en prose, Paris, Théâtre-Français, 2 mai 1837
- Un Jeune Ménage, drame en 5 actes et en prose, Paris, Théâtre-Français, 6 septembre 1838
- Théâtre (2 volumes, 1840)
- L'Héritière, ou Un coup de partie, comédie en 5 actes et en prose, Paris, Théâtre-Français, 4 septembre 1844
- L'Ingénue à la cour, comédie en 5 actes, Paris, théâtre de l'Odéon, 20 mars 1846
- Les Six Femmes de Henri VIII, scènes historiques (2 volumes, 1854) Texte en ligne 1 2